# 28 May (Metro Baku)

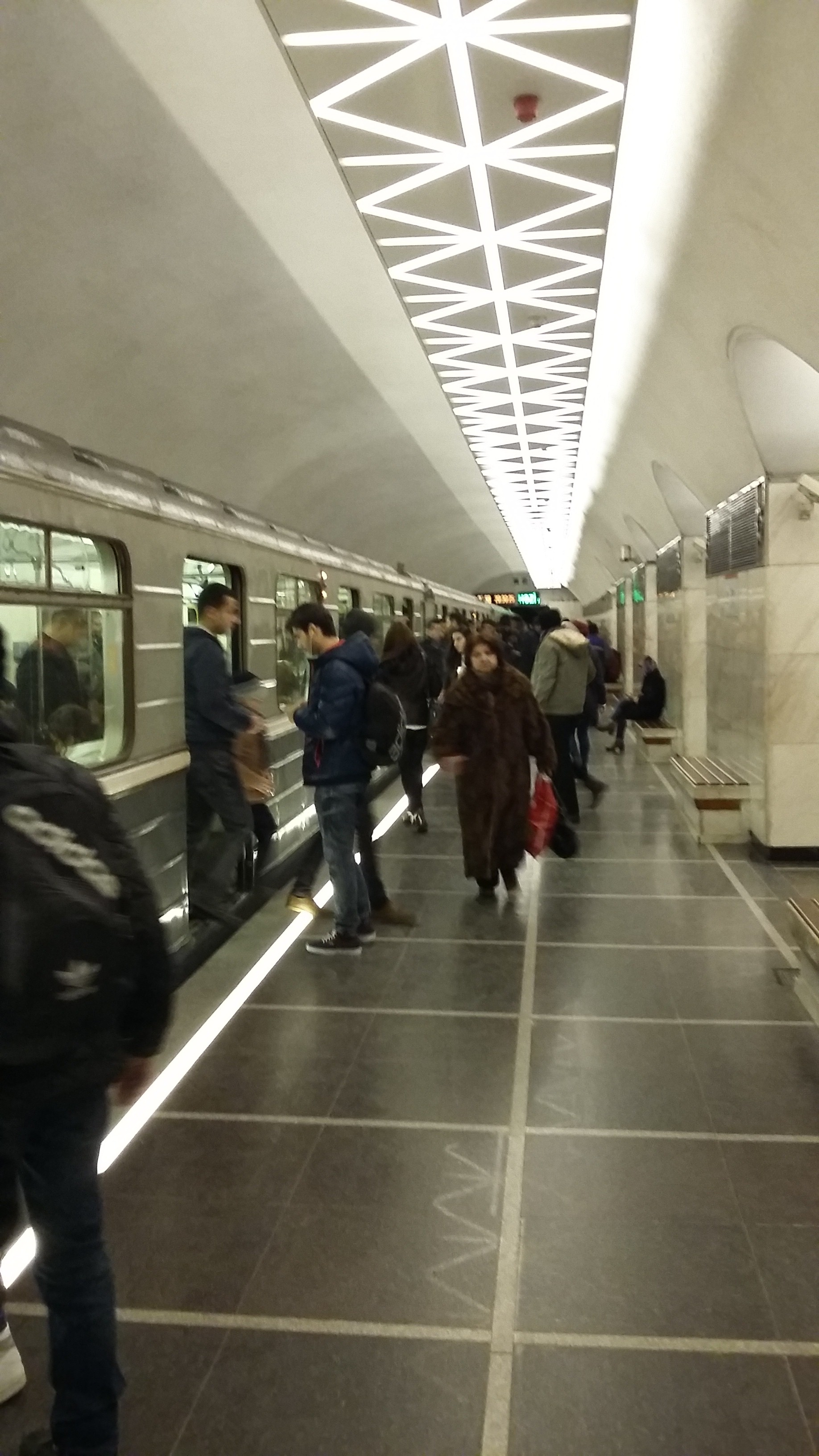

28 May (ehemalig bekannt als 28 Aprel) ist ein Knotenpunkt der Linien 1 und 2 der Metro Baku.
Die Station wurde im Zuge der Eröffnung der Metro Baku am 25. November 1967 in Betrieb genommen, damals noch unter dem Namen „28 Aprel“. Am 9. April 1992 folgte die Umbenennung in „28 May“.
Der Name 28. April bezog sich auf die Gründung der Aserbaidschanischen SSR am 28. April 1920. Der Name 28. Mai bezieht sich auf die Erklärung der Unabhängigkeit Aserbaidschans am 28. Mai 1918.
Am 30. Dezember 2009 wurde am Bahnhof ein zweiter Zugang eröffnet. Der Komplex des zweiten Ausgangs der U-Bahn-Station 28. May umfasst eine Lobby im modernen Architekturstil.
Von 2013 bis 2015 wurde die Station renoviert.
In unmittelbarer Nähe befindet sich der Bahnhof Cәfәr Cabbarlı, der auch von Fernzügen bedient wird.